# 沙讷
沙讷（法語：Chânes，法語發音：[ʃan]）是法国索恩-卢瓦尔省的一个市镇，属于马孔区。

## 地名
该地名来自高盧語的“cassanos”，意为“橡树”。

## 地理
沙讷（46°15'7"N, 4°45'16"E）面积2.24 平方千米，位于法国勃艮第-弗朗什-孔泰大區索恩-卢瓦尔省，该省份为法国中部省份，北起顺时针与科多尔省、汝拉省、安省、罗讷省、卢瓦尔省、阿列省和涅夫勒省接壤。
与沙讷接壤的市镇（或旧市镇、城区）包括：尚特雷、拉沙佩勒德甘谢、索恩河畔克雷什、莱讷、圣阿穆尔贝勒维、圣韦朗。
沙讷的时区为UTC+01:00、UTC+02:00（夏令时）。

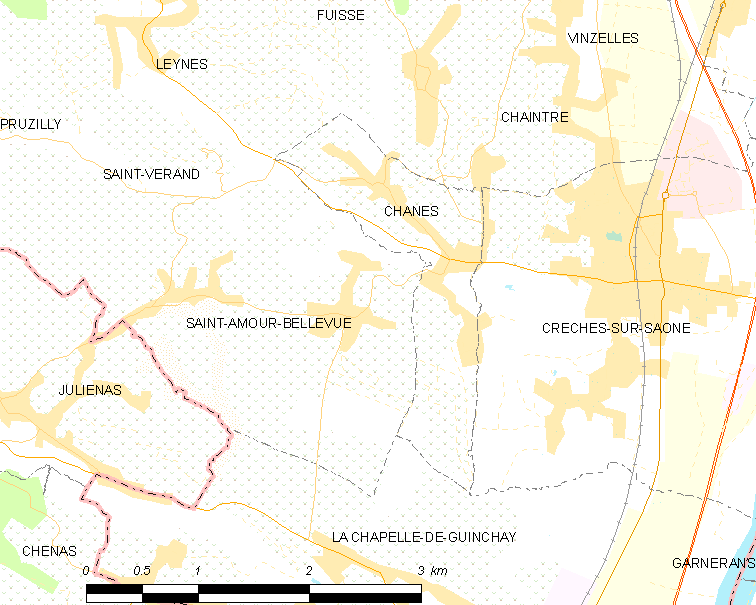
沙讷的OSM定位图

## 行政
沙讷的邮政编码为71570，INSEE市镇编码为71084。

## 政治
沙讷所属的省级选区为拉沙佩勒德甘谢县。

## 人口

1962-2008年间沙讷人口变化图示

沙讷于2022年1月1日时的人口数量为529人。